# Клімат Донецька
Клімат Донецька — помірно континентальний. Ізотерма січня −5 °C та червня +18 °C. Взимку переважно північно-східні та східні вітри, влітку — північно-західні та західні вітри. Швидкість вітру сягає 20-30 м/сек. Опадів випадає до 556 мм на рік.
Тепла погода встановлюється з кінця квітня, тримається близько 160—170 днів. Літо в Донецьку характеризується високою температурою повітря, посухою та різкими вітрами.
Перші холоди трапляються в жовтні, листопад з заморозками та снігом. Взимку панує Азійський антициклон. Клімат нестабільний, оскільки рівнинна місцевість дозволяє вільно рухатись атлантичним, арктичним та континентальним повітряним масам, морози часто змінюються потеплінням. Середня температура повітря взимку: мінус 10-15 °С, .
| Клімат Донецька                                      | Клімат Донецька | Клімат Донецька | Клімат Донецька | Клімат Донецька | Клімат Донецька | Клімат Донецька | Клімат Донецька | Клімат Донецька | Клімат Донецька | Клімат Донецька | Клімат Донецька | Клімат Донецька | Клімат Донецька |
| Показник                                             | Січ.            | Лют.            | Бер.            | Квіт.           | Трав.           | Черв.           | Лип.            | Серп.           | Вер.            | Жовт.           | Лист.           | Груд.           | Рік             |
| Середній максимум, °C                                | −3              | −1              | 3               | 13              | 20              | 23              | 25              | 24              | 19              | 11              | 4               | 0               | 11              |
| Середня температура, °C                              | −7              | −5              | −1              | 10              | 16              | 18              | 21              | 23              | 15              | 7               | 2               | −3              | 8,0             |
| Середній мінімум, °C                                 | −8              | −6              | −2              | 5               | 10              | 13              | 15              | 14              | 10              | 4               | −1              | −5              | 4               |
| Норма опадів, мм                                     | 42              | 34              | 33              | 41              | 52              | 62              | 48              | 41              | 40              | 27              | 42              | 52              | 514             |
| ---------------------------------------------------- | --------------- | --------------- | --------------- | --------------- | --------------- | --------------- | --------------- | --------------- | --------------- | --------------- | --------------- | --------------- | --------------- |
| Джерело: http://www.meteoprog.ua/ua/climate/Donetsk/ |                 |                 |                 |                 |                 |                 |                 |                 |                 |                 |                 |                 |                 |

## Пори року

### Зима
Кліматична зима приходить в місто приблизно в середині грудня, коли середня температура повітря стає стійко нижче нуля. Стійкий сніжний покрив може лягти і помітно пізніше. Зима зазвичай м'яка, з періодичними відлигами і похолоданнями.
Кліматична зима в місті триває приблизно 80-90 днів (з середини грудня до кінця лютого). У суворі зими, втім, зима може тривати і помітно довше, а в теплі — набагато менше. В останні роки, на зимові місяці припадає 50-60 днів з відлигами від 0 до +12 градусів. У 2007 році було 74 дні з плюсовою температурою. Найхолодніший місяць зими — січень, з середньою температурою −4.9 ° C, найтепліший січень був у 2007 у +1.5 ° C. Сюрприз піднесла зима в Донецьку в 2009 році, так в період з 18 по 21 грудня випала рекордна кількість снігу (приблизно 1 метр, місцями 1,5 метра), місто було паралізоване практично цілий тиждень.

### Весна
Весна в місті настає, як правило, до кінця лютого — початку березня. Сніговий покрив може, тим не менше, зійти ще задовго до цього терміну. У середині березня з'являються перші квіти, до кінця березня — початку квітня зникають нічні заморозки, а до середини квітня починається активний ріст листя на деревах. До середини травня починається справжня літня спека з денною температурою вище +30 ° C. Найтепліший квітень було в 1950 році з середньою температурою +14.0 ° C. Найтепліший травень був в 1951 році +20.1 ° C.

### Літо
Кліматично літо починається у місті незабаром після приходу травня. Зазвичай літо в місті характерне дуже спекотною, сухою погодою, опади випадають зазвичай у вигляді інтенсивних і потужних гроз. Максимальна температура в місті становила близько +39 ° C 1954), а спека вище 30 °C можлива з квітня по жовтень. Літо триває приблизно до кінця вересня — початку жовтня (130—140 днів). Однак у спекотні роки літо може тривати практично півроку з середини квітня до початку жовтня. Найспекотніший липень у Донецьку був у 2001 (+25.2 °C), а найхолодніший у 1954 (+17.9 °C).

### Осінь
Вересень є ще літнім місяцем. Листопад і грудень характерні малою кількістю сонячного сяйва, і є найтемнішими місяцями року. Пов'язано це не лише з низьким положенням Сонця над горизонтом, але також із традиційно похмурою погодою (майже без винятків). Пов'язано це з високою інтенсивністю західних вітрів, що несуть вологу з Атлантичного океану. Перші заморозки трапляються в кінці жовтня, перший сніг може випасти на початку листопада, хоча рідко лежить більше одного — двох днів. Листя з дерев повністю опадає до середини — кінця листопада. Абсолютний максимум жовтня був зафіксований 3 жовтня 1999 +32.7 ° C.